# 杜交曲镇
杜交曲镇，是中华人民共和国山西省太原市娄烦县下辖的一个乡镇级行政单位。

## 行政区划
杜交曲镇下辖以下地区：
新建村、下石家庄村、小河沟村、杜交曲村、庄儿上村、罗家曲村、银洞咀村、庆山村、程家岭村、常里岩村、强家庄村、策马村和龙尾头村。